# Пенчо Шиваров
Пенчо Димитров Шиваров е български подполковник, участник в Сръбско-турската война 1876.

## Биография
Роден е на 25 март 1848 г. в Трявна. Завършва килийно училище в Трявна, след което учи в класно училище в Търново. В периода 1869-1874 година учи в Одеското военно пехотно училище. Народен представител в V ОНС през 1887-1888 година.

## Военна служба
- 1874 – 53-ти пехотен Волински полк на Руската армия
- 1876 – Участва в Сръбско-турската война 1876
- 1876 – 12-и пехотен Великолуцки полк на Руската армия
- 18.04.1877 – 2-ра дружина на Българското опълчение
- 09.1877 – Командир на 1-ва рота на 1-ва дружина на Българското опълчение
- 1878 – 4-та пеша дружина
- 1879 – Командир на 5-а Казанлъшка дружина на Източнорумелийската милиция
- 09.09.1885 – Командир на Бургаски отряд
- 09.11.1885 – Командир на Източния корпус
- 1885-1886 – Командир на 4-та бригада и комендант на Шумен
- 1886 – В запас

## Офицерски звания
- 1874 – Подпоручик
- 09.1877 – Поручик
- 1883 – Капитан
- 1885 – Майор
- 1885 – Подполковник

## Награди
- орден „Свети Александър“ 3-та степен с мечове по средата
- Руски орден „Свети Станислав“ 3-та и 2-ра степен с мечове и лента
- Руски орден „Св. Анна“ 3-та степен на шия, лента и темник, 4-та степен